# Joe Wylie
Joseph Jay Wylie, detto Joe (Washington, 10 febbraio 1968), è un ex cestista statunitense, professionista in Europa.

## Carriera
Uscito dalla University of Miami, è stato selezionato dai Los Angeles Clippers al secondo giro del Draft NBA 1991 con la 38ª scelta assoluta.
La sua carriera si è sviluppata principalmente all'estero, soprattutto in Europa o nell'America Latina.
La sua prima parentesi nel campionato italiano lo ha visto approdare al Basket Rimini per il campionato di Serie A2 1996-1997. Ha contribuito al raggiungimento della promozione in A1 con 20,2 punti e 8,8 rimbalzi di media in trentadue gare di regular season e con 14,2 punti e 10,7 rimbalzi di media in sei partite dei play-off.
È stato confermato anche per la stagione seguente, ma con un contratto tagliabile. È sceso in campo nelle prime dieci giornate della Serie A1 1997-1998 nelle quali ha viaggiato a 12,5 punti e 6,5 rimbalzi, poi a fine novembre è stato tagliato poco prima del rientro del russo Andrej Fetisov, il quale fino a quel momento era rimasto fuori causa per infortunio.
Nel novembre 1997, a pochi giorni di distanza dal taglio da parte di Rimini, Wylie è tornato in Serie A2 a seguito del suo passaggio alla Serapide Pozzuoli. In Campania tuttavia è rimasto solo per otto partite, prima di essere tagliato a febbraio.

## Palmarès
- Baloncesto Superior Nacional: 1

Vaqueros de Bayamón: 1995